# Danger Mouse
Danger Mouse, vlastním jménem Brian Joseph Burton (* 29. července 1977 White Plains, New York, USA) je americký hudebník, multiinstrumentalista a hudební producent. Od roku 2004 je členem skupiny Gnarls Barkley, od roku 2005 Danger Doom a v roce 2009 spoluzaložil duo Broken Bells, které zatím vydalo dvě studiová alba Broken Bells (2010) a After the Disco (2014). Jako producent spolupracoval s mnoha hudebníky, mezi které patří například Gorillaz (album Demon Days, 2005), The Black Keys (album El Camino, 2011) nebo Norah Jones (album Little Broken Hearts, 2012). Jako hudebník spolupracoval například s Johnem Calem ve skladbě „I Wanna Talk 2 U“ z alba Shifty Adventures in Nookie Wood z roku 2012. Je držitelem několika cen Grammy.